# Edificio Pablo Ferrando

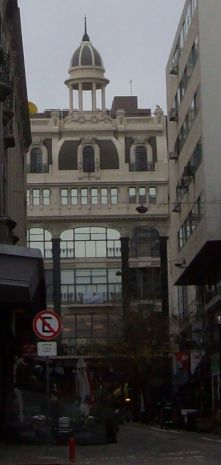
Edificio Pablo Ferrando

Das Edificio Pablo Ferrando ist ein Bauwerk in der uruguayischen Landeshauptstadt Montevideo.
Das 1917 errichtete Gebäude befindet sich in der Ciudad Vieja an der Calle Sarandi 675, dort wo die Calle Bacacay auf diese trifft. Architekt des Edificio Pablo Ferrando war Leopoldo J. Tosi. Ursprünglich als Geschäftshaus konzipiert, in dem anfangs der Optiker Pablo Ferrando mit dem ersten augenärztlichen Optikerinstitut (Instituto Óptico Oculístico) des Landes vertreten war, diente es nach einem Umbau zwischenzeitlich als Büro- und Wohnhaus. Derzeit (Stand: 2008) findet keine Nutzung des Gebäudes statt. 1973 fanden Umbauten und ein Rückbau des Templete statt. In den Jahren 2005 und 2006 folgten dann Restaurierungsarbeiten durch die Architekten F. Collet und D. Neri bzw. Umbauten durch die Architekten E. De León, A.Álvarez und A. Berro. Das 22 Meter hohe, sechsstöckige Edificio Pablo Ferrando verfügt über eine Grundfläche von 342 m².